# Liam Tancock
Liam John Tancock (Exeter, 7 de maio de 1985) é um nadador britânico, especialista no nado costas, principalmente na piscina semi-olímpica e em distâncias curtas.
Participou das Olimpíadas de Pequim em 2008, ficando em sexto lugar nos 100 metros costas, em oitavo nos 200 metros medley, e em sexto no 4x100 metros medley com a equipe da Grã-Bretanha.